# San Canzian d’Isonzo
San Canzian d’Isonzo – miejscowość i gmina we Włoszech, w regionie Friuli-Wenecja Julijska, w prowincji Gorycja.
Według danych na rok 2004 gminę zamieszkuje 5808 osób, 176 os./km².
W miejscowości urodził się znany włoski piłkarz i trener Fabio Capello